# Ковачевці (Софійська область)
Коваче́вці (болг. Ковачевци) — село в Софійській області Болгарії. Входить до складу общини Самоков.

## Населення
За даними перепису населення 2011 року у селі проживали 516 осіб.
Національний склад населення села:
| Національність   | Кількість осіб | Відсоток |
| ---------------- | -------------- | -------- |
| болгари          | 290            | 56,3%    |
| цигани           | 224            | 43,5%    |
| Всього відповіли | 515            |          |

Розподіл населення за віком у 2011 році:
Динаміка населення: